# Lumbrineris latreilli
Lumbrineris latreilli es un anélido descubierto por Jean Victoire Audouin y Henry Milne Edwards en 1834. En aspecto son iridiscentes; rosa, naranja o marrón desde distintos ángulos. Crecen hasta 300 mm y viven mayoritariamente en arena fina barrosa. Es una especie marina que se encuentra en todo el mundo en aguas templadas.